# 竹久千恵子
竹久 千恵子（たけひさ ちえこ、本名: 河上 千恵子（かわかみ ちえこ）、旧姓は煤賀、1912年3月6日 - 2006年9月14日）は、昭和期に活躍した女優。秋田県出身。

## 来歴・人物
9歳で上京後、小松川高等女学校（現・東京都立小松川高等学校）に入学するも15歳で映画界入りし中退。1930年、18歳でエノケン一座のカジノ・フォーリーに参加する（芸名は竹久夢二にちなむ）。その後1930年代から1940年代にかけて多くの映画、演劇に出演し、知性的なモダンガール女優として学生を中心に人気を博した。主な出演作品はエノケンと共演した『エノケンの森の石松』、主人公・高峰秀子の母親役を演じた『馬』など。『馬』出演後に渡米し日系人で同盟通信社記者のクラーク・カワカミ（在米ジャーナリスト河上清の子）と結婚したが、日米開戦のため1942年第一次戦時交換船により帰国。第二次世界大戦後は女優業を引退し、夫と共に再びアメリカに渡り晩年はハワイで暮らしていた。
2006年9月14日、脳卒中のためハワイの病院で死去。享年94。

## 出演作品

### 映画
- あるぷす大将（1934年）
- 坊つちやん（1935年）
- 魔術の女王（1936年）
- 兄いもうと（1936年）
- 家庭日記　前後篇（1938年）
- エノケンの森の石松（1939年）
- 馬（1941年）
- 安城家の舞踏会（1947年）
- 風の子（1949年）
- 東京ルムバ（1950年）

## 関連書籍
- 香取俊介 『モダンガール　竹久千恵子という女優がいた』筑摩書房、1996年 ISBN 4480885013
- 鶴見俊輔・加藤典洋・黒川創 『日米交換船』新潮社、2006年 ISBN 4103018518
- 鳥居英晴 『国策通信社「同盟」の興亡 通信記者と戦争』花伝社、2014年 ISBN 9784763407085
- 古森義久 『嵐に書く 日米の半世紀を生きたジャーナリストの記録』講談社、1987年。義父・河上清伝